# Lijst van gemeentelijke monumenten in Utrecht (stad)/Binnenstad/Neude, Janskerkhof, Domplein e.o.
De buurt Neude, Janskerkhof, Domplein en omgeving in de wijk Binnenstad van Utrecht kent de volgende 129 gemeentelijke monumenten beschreven in 126 regels (monumentnummers).
| Object | Bouwjaar                                                                        | Architect                           | Locatie                                                      | Coördinaten | Nr.       | Afbeelding  |
| --- | ------------------------------------------------------------------------------- | ----------------------------------- | ------------------------------------------------------------ | ----------- | --------- | ----------- |
| Woonhuis in Amsterdam School stijl | 1918 (circa)                                                                    |                                     | Achter de Dom 11                                             |             | 0344/0932 | Upload foto |
| Hoekpand in een neoclassicistische vormgeving met een Jugendstil-pui | 1870 (circa)                                                                    |                                     | Achter de Dom 13                                             |             | 0344/0933 | Upload foto |
| Winkelwoonhuis in overgangsstijl | 1912                                                                            | M.E. Kuiler                         | Achter Sint Pieter 17-17bis en Voetiusstraat 3               |             | 0344/0934 | Upload foto |
| Woonhuis | 17e eeuw                                                                        |                                     | Annastraat 3-3A                                              |             | 0344/0935 | Upload foto |
| Woonhuis | 17e eeuw                                                                        |                                     | Annastraat 5A t/m 5C                                         |             | 0344/0937 | Upload foto |
| Woonhuis | Middeleeuwen                                                                    |                                     | Annastraat 7                                                 |             | 0344/0938 | Upload foto |
| Woonhuis | 19e eeuw (verhoging); oorsprong ouder                                           |                                     | Annastraat 13                                                |             | 0344/0939 | Upload foto |
| Woonhuis | 19e eeuw (aanpassingen); oorsprong ouder                                        |                                     | Annastraat 15 t/m 15-3                                       |             | 0344/0940 | Upload foto |
| Woonhuis | 19e eeuw (onderdelen); oorsprong ouder                                          |                                     | Annastraat 21                                                |             | 0344/0942 | Upload foto |
| Woonhuis | 19e eeuw (onderdelen); oorsprong ouder                                          |                                     | Annastraat 25-25A                                            |             | 0344/0943 | Upload foto |
| Woonhuis | 17e eeuw                                                                        |                                     | Annastraat 29                                                |             | 0344/0944 | Upload foto |
| Woonhuis | 17e eeuw (waarschijnlijk)                                                       |                                     | Annastraat 31                                                |             | 0344/0945 | Upload foto |
| Woonhuis in overgangsstijl | 1903                                                                            |                                     | Boothstraat 5                                                |             | 0344/0946 | Upload foto |
| Kerkgebouw gebouwd in opdracht van de Nederlandse Protestantenbond, met daarin een kosterswoning en zalen en orgel gebouwd door J. de Koff & Zn (1910)                                                | 1899                                                                            |                                     | Boothstraat 7                                                |             | 0344/0947 | Upload foto |
| Dienstgebouw van de N.H. Gemeente in een eclictische stijl | 1913                                                                            | J.M. Kuiler                         | Domplein 3                                                   |             | 0344/0949 | Upload foto |
| Winkelwoonpand | 1871                                                                            |                                     | Domplein 20-20bis                                            |             | 0344/0950 | Upload foto |
| Onderdeel van het dubbelpand met Domplein 23-23bis in een eclectische stijl met romantiserende elementen                                                                                              | 1877                                                                            | S.A. van Lunteren                   | Domplein 22                                                  |             | 0344/0951 | Upload foto |
| Onderdeel van het dubbelpand met Domplein 22 in eclectische stijl met romantiserende elementen | 1877                                                                            | S.A. van Lunteren                   | Domplein 23-23bis                                            |             | 0344/0952 | Upload foto |
| Onderdeel van dubbelhuis met Domplein 25 in eclectische stijl met Franse classicistische elementen | 1878                                                                            | J.H.J. van Lunteren                 | Domplein 24                                                  |             | 0344/0953 | Upload foto |
| Onderdeel van dubbelhuis met Domplein 24 in eclectische stijl met Franse classicistische elementen | 1878                                                                            | J.H.J. van Lunteren                 | Domplein 25                                                  |             | 0344/0953 | Upload foto |
| Woonhuis in eclectische stijl met romantiserende elementen | 1879                                                                            | S.A. van Lunteren                   | Domplein 26                                                  |             | 0344/0955 | Upload foto |
| Woonhuis in Hollandse Neorenaissance stijl | 1880                                                                            | J. Nijland                          | Domplein 27-27A                                              |             | 0344/0956 | Upload foto |
| Hoekpand in een romantische classicistische stijl | 1880 (circa)                                                                    | J. Nijland                          | Domplein 28                                                  |             | 0344/0956 | Upload foto |
| Verzetsmonument met dichtregels van Jan Engelman | 1946 (circa)                                                                    |                                     | Domplein (ongenummerd)                                       |             | 0344/1652 | Upload foto |
| Monument Jan van Nassau | 1883                                                                            | J. TH. Stracké                      | Domplein (ongenummerd)                                       |             | 0344/1722 | Upload foto |
| Woonhuis | 1842                                                                            | Van Lunteren                        | Donkeregaard 4-4bis                                          |             | 0344/0958 | Upload foto |
| Winkel-woonhuis | 17e eeuw                                                                        | Van Lunteren                        | Donkeregaard 5-7                                             |             | 0344/0959 | Upload foto |
| Woonhuis | Middeleeuwse oorsprong (waarschijnlijk); gevel uit eerste kwart van de 18e eeuw |                                     | Ganzenmarkt 2                                                |             | 0344/0960 | Upload foto |
| Pand ontstaan uit samenvoeging van twee huizen met postmodernistische pui | 13-eeuwse oorsprong                                                             |                                     | Ganzenmarkt 4-6                                              |             | 0344/0961 | Upload foto |
| Woonhuis | Middeleeuwen                                                                    |                                     | Ganzenmarkt 10                                               |             | 0344/0962 | Upload foto |
| Woonwinkelpand met neoclassisistische architectuur | 1865                                                                            |                                     | Ganzenmarkt 26                                               |             | 0344/0963 | Upload foto |
| Woonhuis | 17e eeuw                                                                        |                                     | Ganzenmarkt 28                                               |             | 0344/0963 | Upload foto |
| Woonhuis | 17e eeuw                                                                        |                                     | Hamburgerstraat 16                                           |             | 0344/1233 | Upload foto |
| Schoolgebouw met voorgevel in neoclassicistische stijl | 1880                                                                            |                                     | Janskerkhof 4-4A                                             |             | 0344/0965 | Upload foto |
| Pand ontstaan uit twee huizen | 17e-eeuwse oorsprong met 19e-eeuwse elementen                                   |                                     | Janskerkhof 6                                                |             | 0344/0966 | Upload foto |
| Schoolgebouw; gebouwd als Openbare lagere school van de 4e soort; voormalige voormalige Willem de Zwijgerschool                                                                                       | 1886                                                                            | C. Vermeijs (Dienst Gemeentewerken) | Janskerkhof 17-17A                                           |             | 0344/0967 | Upload foto |
| Onderkelderd winkelwoonpand in Hollandse neorenaissance stijl | 1897                                                                            |                                     | Janskerkhof 25 t/m 25C                                       |             | 0344/0968 | Upload foto |
| Woonhuis | Eerste helft van de 17e eeuw                                                    |                                     | Jansveld 7-7bis                                              |             | 0344/0969 | Upload foto |
| Woonhuis | 17e eeuw                                                                        |                                     | Jansveld 9-9bis                                              |             | 0344/0969 | Upload foto |
| Woonhuis | 18e eeuw (gevel); oudere oorsprong                                              |                                     | Jansveld 17 t/m 17-2                                         |             | 0344/0971 | Upload foto |
| Woonhuis | 1860                                                                            |                                     | Jansveld 30/30bis                                            |             | 0344/0973 | Upload foto |
| Woonhuis | 1741 (gevel en verhoging); oudere oorsprong                                     |                                     | Jansveld 41                                                  |             | 0344/0974 | Upload foto |
| Woonhuis | 19e eeuw (samenvoeging van de twee panden); oudere oorsprong                    |                                     | Jansveld 44 en Voorstraat 45B, 45C en 45G                    |             | 0344/0975 | Upload foto |
| Woonhuis; in samenhang met Kintgenshaven 1 gebouwd | Begin 17e eeuw                                                                  |                                     | Kintgenshaven 3                                              |             | 0344/0979 | Upload foto |
| Deel van een complex van winkelwoonhuizen, ontworpen onder invloed van Americana en Berlage | 1907                                                                            | P.J. Houtzagers                     | Korte Jansstraat 3-3B-3D-3G                                  |             | 0344/0981 | Upload foto |
| Deel van een complex van winkelwoonhuizen, ontworpen onder invloed van Americana en Berlage | 1907                                                                            | P.J. Houtzagers                     | Korte Jansstraat 5, 3A, 3C en 3E                             |             | 0344/0982 | Upload foto |
| Winkel-woonhuis in de stijl van de Amsterdamse School | 1924                                                                            | B. Oosterom                         | Korte Jansstraat 11                                          |             | 0344/0982 | Upload foto |
| Rechter pand van een dubbelpand | 1905 (circa)                                                                    |                                     | Korte Jansstraat 17-17A                                      |             | 0344/0984 | Upload foto |
| Linker pand van een dubbelpand | 1905 (circa)                                                                    |                                     | Korte Jansstraat 19-19A                                      |             | 0344/0986 | Upload foto |
| Smal pand, gebouwd als sigarenwinkel met bovenwoning met Jugendstil kenmerken | 1904                                                                            | G.J. Heusinkveld                    | Korte Jansstraat 21                                          |             | 0344/0988 | Upload foto |
| Winkelwoonhuis (voormalige bloemisterij) in Jugendstil | 1904                                                                            | J.M. Kuiler                         | Korte Jansstraat 23                                          |             | 0344/0987 | Upload foto |
| Smal huis van twee bouwlagen; in 20e eeuw als brandweergarage gebruikt | 17e eeuw (trapgevel)                                                            |                                     | Korte Minrebroederstraat 13                                  |             | 0344/0976 | Upload foto |
| Smal huis van twee bouwlagen; in 20e eeuw als brandweergarage gebruikt | 17e eeuw (lijstgevel)                                                           |                                     | Korte Minrebroederstraat 15 en Annastraat 4D                 |             | 0344/0977 | Upload foto |
| Woon-winkelpand; samenvoeging van twee oudere panden; in 20e eeuw als brandweergarage gebruikt | Tweede helft van de 19e eeuw                                                    |                                     | Korte Minrebroederstraat 17 en Minrebroederstraat 3B t/m 3D  |             | 0344/0978 | Upload foto |
| Woonhuis | 17e eeuw (waarschijnlijk)                                                       |                                     | Lange Jansstraat 24 t/m 24B                                  |             | 0344/0989 | Upload foto |
| Deel van een onderkelderd dubbelpand in Hollandse neorenaissance stijl | 1897                                                                            |                                     | Lange Jansstraat 26-26bis                                    |             | 0344/0990 | Upload foto |
| Deel van een onderkelderd dubbelpand in Hollandse neorenaissance stijl | 1897                                                                            |                                     | Lange Jansstraat 28-28bis                                    |             | 0344/0991 | Upload foto |
| Woonhuis | 18e eeuw                                                                        |                                     | Minrebroederstraat 6                                         |             | 0344/0993 | Upload foto |
| Woonhuis | 17e eeuw                                                                        |                                     | Minrebroederstraat 7                                         |             | 0344/0994 | Upload foto |
| Woonhuis met neoclassicisitische voorgevel | 1870 (circa) verbouwd; oudere oorsprong                                         |                                     | Minrebroederstraat 9                                         |             | 0344/0995 | Upload foto |
| Woonhuis | 17e eeuw                                                                        |                                     | Minrebroederstraat 13-13D en Annastraat 14 t/m 14C           |             | 0344/0996 | Upload foto |
| Tweebeukig woonhuis | 17e eeuw; in de 18e eeuw ingrijpend verbouwd                                    |                                     | Minrebroederstraat 13-13D en Annastraat 16                   |             | 0344/0998 | Upload foto |
| Woonhuis | 14e eeuw                                                                        |                                     | Minrebroederstraat 25-25bis                                  |             | 0344/0999 | Upload foto |
| Woonhuis | 17e-eeuwse opzet (mogelijk) met 19e-eeuwse elementen                            |                                     | Minrebroederstraat 26 t/m 26B                                |             | 0344/1000 | Upload foto |
| Hoekpand |                                                                                 |                                     | Minrebroederstraat 27                                        |             | 0344/1001 | Upload foto |
| Winkel-woonpand | Middeleeuwen; 17e- en 18e-eeuwse aanpassingen                                   |                                     | Neude 3-3bis                                                 |             | 0344/1002 | Upload foto |
| Winkel-woonhuis met neoclassicistische lijstgevel | 1860                                                                            |                                     | Neude 30 t/m 30F                                             |             | 0344/1003 | Upload foto |
| Neoclassicistisch pand; voormalige telefooncentrale | 1860 (circa) mogelijk oudere kern                                               |                                     | Neude 37-37bis (voorheen Neude 36)                           |             | 0344/1004 | Upload foto |
| Pakhuis in Hollandse neorenaissance stijl | 1880 (circa)                                                                    |                                     | Neude 39; rechterdeel (voorheen Neude 38)                    |             | 0344/1005 | Upload foto |
| Groot hoekpand gebouwd als warenhuis in een rijke Hollandse neorenaissance-stijl | 1880-1884                                                                       |                                     | Oudegracht 136-136bis                                        |             | 0344/1006 | Upload foto |
| Winkelwoonhuis in neoclassicistische stijl | 1860 (circa)                                                                    |                                     | Oudegracht 138                                               |             | 0344/1007 | Upload foto |
| Pand met kelder en werfkelder | Middeleeuwen                                                                    |                                     | Oudegracht 156, 152E en Oudegracht aan de Werf 154           |             | 0344/1008 | Upload foto |
| Pand met kelder uit ca. 1400 | Middeleeuwen (mogelijk)                                                         |                                     | Oudegracht 196                                               |             | 0344/1264 | Upload foto |
| Winkelwoonpand in uitbundig eclecticisme met neorenaissance elementen | 1885 (circa)                                                                    |                                     | Oudkerkhof 3 (voorheen Vismarkt 1)                           |             | 0344/1009 | Upload foto |
| Winkelwoonpand in Hollandse neorenaissance stijl | 1891                                                                            |                                     | Oudkerkhof 9                                                 |             | 0344/1010 | Upload foto |
| Woonhuis | Middeleeuwen                                                                    |                                     | Oudkerkhof 15-15bis                                          |             | 0344/1011 | Upload foto |
| Woonhuis; onderdeel van anderhalfbeukig huis | 15e eeuw                                                                        |                                     | Oudkerkhof 19-19A                                            |             | 0344/1012 | Upload foto |
| Woonhuis; onderdeel van anderhalfbeukig huis | 15e eeuw                                                                        |                                     | Oudkerkhof 21-19A                                            |             | 0344/1013 | Upload foto |
| Pand gebouwd voor de kunsthandel Caramelli en Tessaro, in rijke Hollandse neorenaissance stijl | 1880 (circa)                                                                    |                                     | Oudkerkhof 25                                                |             | 0344/1015 | Upload foto |
| Woonhuis | Middeleeuwse oorsprong                                                          |                                     | Oudkerkhof 34-34bis                                          |             | 0344/1016 | Upload foto |
| Woonhuis | Middeleeuwse oorsprong; in de 19e eeuw verhoogd                                 |                                     | Oudkerkhof 37                                                |             | 0344/1017 | Upload foto |
| In oorsprong twee oudere panden, achter een gevel samengevoegd | 19e eeuw (samenvoeging); oudere oorsprong                                       |                                     | Oudkerkhof 346-46A                                           |             | 0344/1018 | Upload foto |
| Winkelwoonpand; electisch met neobarok elementen | 1877                                                                            |                                     | Oudkerkhof 22-22bis, Annastraat 17A                          |             | 0344/1014 | Upload foto |
| Woonhuis | 1992                                                                            | Mart van Schijndel                  | Pieterskerkhof 8                                             |             | 0344/1019 | Upload foto |
| Appartementengebouw (verbouwing voormalig pakhuis) | 1995                                                                            | Mart van Schijndel                  | Pieterskerkhof 8A t/m 8D                                     |             | 0344/1785 | Upload foto |
| Schoolgebouw in neorenaissance stijl met nieuwbouw-uitbreiding, schoolplein en toegang over brug over de Kromme Nieuwgracht                                                                           | 1890; 1982                                                                      |                                     | Pieterskerkhof 10                                            |             | 0344/1020 | Upload foto |
| Schoolgebouw in gebruik als woning | 1898 (verbouwing tot schoolgebouw)                                              | D. Kruijf                           | Pieterskerkhof 18                                            |             | 0344/1021 | Upload foto |
| Koetshuis | 19e-eeuwse opzet                                                                |                                     | Pieterskerkhof 25-25bis                                      |             | 0344/1022 | Upload foto |
| Woonhuis | Middeleeuwen                                                                    |                                     | Slachtstraat 5 (rechterdeel)                                 |             | 0344/1031 | Upload foto |
| Voormalige runderslagerij met woning | 1886                                                                            | H. Vermeer (vrijwel zeker)          | Schoutenstraat 6-6bis                                        |             | 0344/1023 | Upload foto |
| Woonhuis | 18e eeuw; 19e-eeuwse aanpassingen                                               |                                     | Schoutenstraat 7-7b                                          |             | 0344/1024 | Upload foto |
| Woon-winkelpand | Tweede kwart van de 18e eeuw (lijstgevel); oudere oorsprong                     |                                     | Schoutenstraat 8 t/m 8C                                      |             | 0344/1025 | Upload foto |
| Woon-winkelpand | 18e eeuw                                                                        |                                     | Schoutenstraat 12 t/m 12C                                    |             | 0344/1026 | Upload foto |
| Woon-winkelpand | 19e-eeuws karakter; vermoedelijk 17e-eeuwse of oudere oorsprong                 |                                     | Schoutenstraat 14 t/m 14C                                    |             | 0344/1027 | Upload foto |
| Woon-winkelpand | Middeleeuwen; aanpassingen uit 18e eeuw en 1901                                 |                                     | Schoutenstraat 16                                            |             | 0344/1028 | Upload foto |
| Woonhuis met resten van het Romeinse castellum (Trajectum) | 19e eeuw (vernieuwd) op middeleeuws muurwerk                                    |                                     | Servetstraat 1-1A                                            |             | 0344/1029 | Upload foto |
| Winkelwoonhuis gebouwd in Jugendstil | 1908                                                                            |                                     | Servetstraat 4                                               |             | 0344/1030 | Upload foto |
| Woonhuis; hoofdhuis en zijhuis | 17e eeuw                                                                        |                                     | Telingstraat 5                                               |             | 0344/1032 | Upload foto |
| Winkelwoonpand met neoclassicistische elementen en een Jugendstil winkelpui | Vierde kwart van de 19e eeuw; winkelpui uit 1907                                |                                     | Telingstraat 9-9bis                                          |             | 0344/1033 | Upload foto |
| Woonhuis | 17e eeuw; verbouwd rond 1860                                                    |                                     | Telingstraat 12                                              |             | 0344/1034 | Upload foto |
| Woonhuis | 1860 (circa) verbouwd; oudere oorsprong                                         |                                     | Telingstraat 15-15bis                                        |             | 0344/1035 | Upload foto |
| Onderkelderd hoekpand in een eclectische vormgeving | 1877; 17e-eeuwse onderdelen                                                     |                                     | Trans 2-2bis                                                 |             | 0344/1036 | Upload foto |
| Kantoorpand in een rijke neorenaissancestijl | 1905 (circa)                                                                    | Posthumus Meyes                     | Trans 14                                                     |             | 0344/1037 | Upload foto |
| Twee woon-winkelpanden met neoclassicistische elementen | Tweede helft 19e eeuw, waarvan een pand uit 1889                                |                                     | Vinkenburgstraat 3                                           |             | 0344/1038 | Upload foto |
| Woon-winkelpand | Eerste helft van de 18e eeuw (gevel); vermoedelijk oudere oorsprong             |                                     | Vinkenburgstraat 5                                           |             | 0344/1039 | Upload foto |
| Pand met lijstgevel, linkerdeel van het huidige Vinkenburgstraat 6 | Laatste kwart van de negentiende eeuw (gevel); oudere oorsprong                 |                                     | Vinkenburgstraat 4                                           |             | 0344/1528 | Upload foto |
| Pand met ongepleisterde lijstgevel | 19e eeuw                                                                        |                                     | Vinkenburgstraat 8-8A                                        |             | 0344/1040 | Upload foto |
| Woon-winkelpand op trapeziumvormige plattegrond | 17e-eeuwse opzet (waarschijnlijk); middeleeuwse oorsprong                       |                                     | Vinkenburgstraat 16                                          |             | 0344/1041 | Upload foto |
| Woon-winkelpand op smal, wigvormig perceel | 17e eeuw; 19e-eeuwse houten winkelpui                                           |                                     | Vinkenburgstraat 18                                          |             | 0344/1042 | Upload foto |
| Appartementengebouw; Neudeflat | Jaren '50 van de 20e eeuw; in 2016 getransformeerd                              | H. Maaskant                         | Vinkenburgstraat 24 t/m 1004T en Neude 23                    |             | 0344/1604 | Upload foto |
| Winkelwoonhuis | 1870 (circa)                                                                    |                                     | Vismarkt 10-10bis                                            |             | 0344/1043 | Upload foto |
| Poortje; afsluiting van de steeg tussen de nrs. 11 en 13 d.m.v. een ijzeren hek met neorenaissance topgeveltje en een jaarsteen met opschrift "anno 1910"                                             | 1910                                                                            |                                     | Vismarkt 11/13                                               |             | 0344/1046 | Upload foto |
| Dubbelhuis gebouwd als café in eclecticisme met Hollandse renaissance elementen. N.B. de middeleeuwse kelders onder het pand van het voormalige paleis Lofen zijn rijksmonument, monumentnummer 18373 | 1880 (circa)                                                                    |                                     | Vismarkt 13 t/m 13M                                          |             | 0344/1044 | Upload foto |
| Winkel-woonhuis in eclectische stijl met Hollandse neorenaissance elementen. N.B. de middeleeuwse kelders onder het pand van het voormalige paleis Lofen zijn rijksmonument, monumentnummer 18380     | 1885                                                                            |                                     | Vismarkt 21                                                  |             | 0344/1045 | Upload foto |
| Woonhuis | Middeleeuwen, in de 17e eeuw verhoogd                                           |                                     | Voorstraat 3 t/m 3B                                          |             | 0344/1048 | Upload foto |
| Blok van drie winkel-woonhuizen in Amsterdamse Schoolstijl | Middeleeuwen, in de 17e eeuw verhoogd                                           | J. van der Lip                      | Voorstraat 9 t/m 13B en Jansveld 22 t/m 22D                  |             | 0344/1049 | Upload foto |
| Woonwinkelpand | 1723                                                                            | J. van der Lip                      | Voorstraat 23A t/m 23J                                       |             | 0344/1049 | Upload foto |
| Achterhuis; nu onderdeel van Voorstraat 25 (rijksmonument) | 17e eeuw                                                                        |                                     | Voorstraat 23A t/m 23J; zijgebouw aan de Kleine Slachtstraat |             | 0344/0980 | Upload foto |
| Woonhuis | 20e-eeuwse gevel; oudere oorsprong                                              |                                     | Voorstraat 29-29bis                                          |             | 0344/1050 | Upload foto |
| Woonhuis |                                                                                 |                                     | Voorstraat 31 t/m 31C                                        |             | 0344/1051 | Upload foto |
| Woonhuis | 17e eeuw (waarschijnlijk                                                        |                                     | Voorstraat 39-39A                                            |             | 0344/0794 | Upload foto |
| Woonhuis | 19e-eeuwse voorgevel; oudere oorsprong                                          |                                     | Voorstraat 41 t/m 41CA                                       |             | 0344/1052 | Upload foto |
| Woonhuis met gevel in neoclassicistische stijl | 19e eeuw (gevel en waarschijnlijk verhoging); oudere oorsprong                  |                                     | Voorstraat 45, 45A, 45D en 45H                               |             | 0344/1053 | Upload foto |
| Hoekpand | 17e eeuw                                                                        |                                     | Voorstraat 77 en Boothstraat 21-23                           |             | 0344/1054 | Upload foto |
| Hoekpand | 17e eeuw                                                                        |                                     | Voorstraat 79 t/m 79B                                        |             | 0344/1055 | Upload foto |
| Woonhuis | 17e eeuw                                                                        |                                     | Wed 3A                                                       |             | 0344/0911 | Upload foto |